# Vojtěch Petr
Vojtěch Petr, né le 4 octobre 1955 à Brno, en Tchécoslovaquie, est un ancien joueur tchécoslovaque de basket-ball. Il évolue durant sa carrière au poste de pivot.

## Palmarès
- 3e du championnat d'Europe 1977 et 1981